# Alona costata
Alona costata is een watervlooiensoort uit de familie van de Chydoridae. De wetenschappelijke naam van de soort werd in 1862 voor het eerst geldig gepubliceerd door Georg Ossian Sars.